# Junyent
Junyent es una localidad española del municipio leridano de Les Valls d'Aguilar, en la comunidad autónoma de Cataluña.

## Toponimia
El topónimo de la localidad puede encontrarse referido como Juñen y como Junyent.

## Historia
A mediados del siglo XIX, el lugar, por entonces con ayuntamiento propio, tenía contabilizada una población de 50 habitantes. La localidad aparece descrita en el noveno volumen del Diccionario geográfico-estadístico-histórico de España y sus posesiones de Ultramar de Pascual Madoz de la siguiente manera: 

JUÑEN: l. con ayunt. en la prov. de Lérida (20 leg.), dióc. y part. jud. de Seo de Urgel (4 1/2) , aud. terr. y c. g. de Barcelona (26): se halla sit. entre 2 cerros al lado del riachuelo de su nombre, domínalo de los vientos del O., con clima frio, pero saludable: se compone la pobl. de 18 casas que forman una calle, y la igl. parr. (San Esteban), que comprende los anejos de Freixa y la Torre, servida por un cura párroco de provision del diocesano; el cementerio contiguo á ella está bien ventilado, y los vecinos se sirven para beber y demas usos, de las aguas de varias fuentes que están esparcidas por el térm.: confina por el N. con el de Llegunas y Rubió; E. el de Biscarbó y Castellas; S. el de Talmo y Castells, y O. el de Freixa: estendiéndose 1 1/2 leg. de N. á S. y 1 de E. á O.; dentro de su jurisd. corre el riach. Juñent, que lleva como media muela de agua; nace en la montaña denominada de Mollet, y lleva su curso despues de reunirse con otros, hasta perderse en el Segre. El terreno es de mala calidad, y solo tiene algunos prados que riegan las aguas del indicado riach.: los caminos, todos en mal estado, dirigen á los pueblos circunvecinos; reciben la correspondencia de Seo de Urgel por medio de un espreso. prod.: trigo, legumbres y patatas; cria ganado lanar, cabrío, vacuno y de cerda; y caza de liebres, conejos y perdices. pobl.: 8 vec., 50 alm.  cap. imp.: 18,660. contr.: el 14'28 por 100 de esta riq.
(Madoz, 1847, p. 668)

Hoy día pertenece al municipio de Les Valls d'Aguilar. En 2022, la entidad singular de población tenía empadronados 7 habitantes.